# Misión de San José y San Miguel de Aguayo

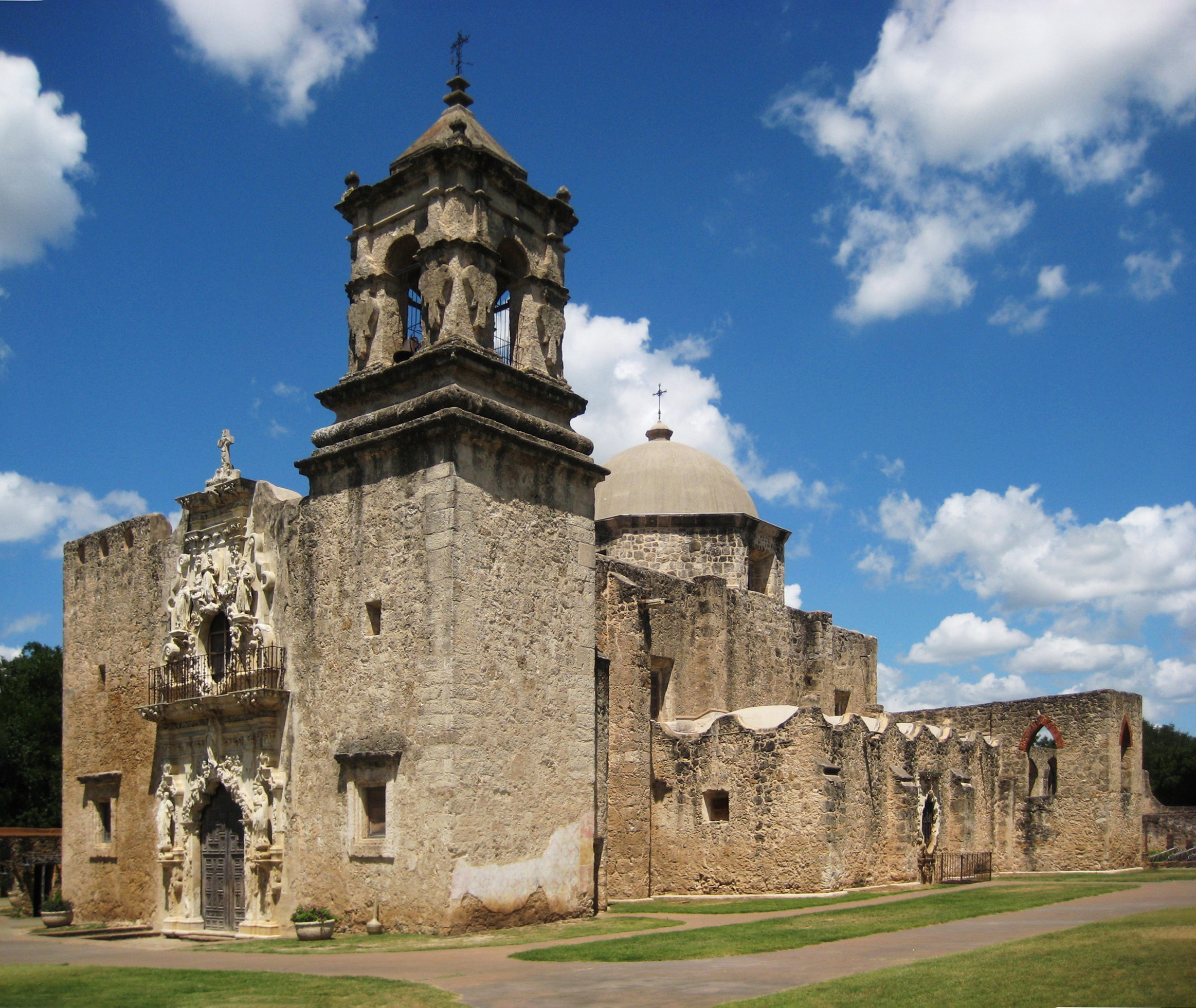
Misión de San José y San Miguel de Aguayo en San Antonio (Tejas).

La Misión de San José y San Miguel de Aguayo es el nombre de una antigua construcción misionera, en la ciudad de San Antonio, Texas, Estados Unidos de América. Fue fundada por Fray Antonio de Olivares.
Su denominación hace referencia al Marquesado de San Miguel de Aguayo originario de Cantabria (España).

## Historia
La misión fue fundada el 23 de febrero de 1720, pues la misión San Antonio de Valero se había hacinado poco después de su fundación con los refugiados de las misiones concluidas del este de Texas. Fray Antonio Margil recibió permiso del gobernador de Coahuila y Texas, el marqués de San Miguel de Aguayo, la construcción de una nueva misión de 5 millas (8 km) al sur de San Antonio de Valero. Al igual que San Antonio de Valero, la Misión San José sirvió a los indios Coahuiltecan. Los primeros edificios, hechos de arbustos, paja y barro, fueron rápidamente reemplazados por grandes estructuras de piedra, incluyendo las habitaciones, oficinas, un comedor y una despensa. Una pared exterior fuerte fue construido alrededor de la parte principal de la misión, y habitaciones para 350 indios fueron construidos en las paredes. 
Una nueva iglesia, que sigue en pie, fue construida en 1768 en piedra caliza local. Las tierras de misión se les dio a sus indios en 1794, y las actividades de la misión terminó oficialmente en 1824. Después de eso, los edificios estaban en casa a los soldados, a los desamparados y los bandidos. Fue restaurado en la década de 1930 [5] y ahora es parte de los San Antonio Missions National Historical Park San. Las características de la fachada de la iglesia de la parte superior: una cruz, que representa a Jesucristo, San José con el niño Jesús, Santo Domingo y San Francisco, Nuestra Señora de Guadalupe, y San Joaquín y Santa Ana con el hijo de María.
La misión fue nombrada en parte por el marqués de San Miguel de Aguayo, José de Azlor y Virto de Vera. Muchos edificios en el campus de la Universidad Tecnológica de Texas en Lubbock, Texas, tomaron prestados elementos arquitectónicos de los que se encuentran en la Misión de San José. [1]